# Emenda Constitucional n.º 1 à Constituição brasileira de 1967
A Emenda Constitucional nº 1 (conhecida, informalmente, como Constituição de 1969) foi uma emenda constitucional editada pela junta militar presidida por Augusto Rademaker que assumiu as atribuições do Presidente da República no Brasil em 31 de agosto de 1969, após a trombose cerebral sofrida pelo então Presidente Artur da Costa e Silva. 

## Vigência
A emenda foi editada quase três anos após a vigência da Constituição de 1967, sendo caracterizada pela incorporação dos Atos Institucionais, editados até então pelo regime militar instaurado após o golpe militar de 31 de março de 1964. Vigorou por 19 anos, até ser substituída pela constituição promulgada em 5 de outubro de 1988 e considerada assim a constituição vigente nas décadas de 1970 e 1980.

## Formato não-convencional
Diferente de outras Emendas Constitucionais, que normalmente só destacam as alterações textuais efetuadas, essa emenda trazia a reedição de todo o texto constitucional da Carta de 1967, desde seu primeiro artigo, mesmo os trechos não alterados, recebendo, após essa alteração, outras 26 emendas. 